# Ignác Goldziher
Ignác Goldziher (též psaný Ignaz; 22. června 1850, Székesfehérvár – 13. listopadu 1921, Budapešť) byl maďarský znalec islámu. Spolu s Theodorem Nöldekem a Christiaanem Snouckem Hurgronjem je považován za zakladatele moderní evropské islamistiky.

## Život
Narodil se jako Izák Jehuda Goldziher v židovské rodině v Székesfehérváru. S podporou maďarského ministra kultury Józsefa Eötvöse studoval na univerzitách v Budapešti, Berlíně, Lipsku a Leidenu. V roce 1872 se stal soukromým docentem v Budapešti. V následujícím roce zahájil pod záštitou maďarské vlády cestu po Sýrii, Palestině a Egyptě, kde využil i příležitost účastnit se přednášek muslimských šejků v mešitě al-Azhar v Káhiře. 
Goldziher si na cestě vedl deník, později vydaný v němčině jako Tagebuch. Následující citát z něj poskytuje vhled do jeho pocitů z islámu: „Během těchto týdnů jsem se tak vžil do mohamedánského ducha, až jsem byl nakonec vnitřně přesvědčen, že jsem sám mohamedán, a moudře usoudil, že to je jediné náboženství, které by i své doktrinální, oficiální podobě a formulaci mohlo uspokojit filozofické hlavy. Mým ideálem bylo povýšit judaismus na podobně racionální úroveň. Islám, jak mě moje zkušenost naučila, je jediné náboženství, ve kterém se pověra a pohanské rudimenty neodsuzují racionalismem, ale ortodoxní naukou.“ (s. 59)
Sander Gilman v komentáři k tomuto úryvku píše, že „islám, který objevil, se na konci devatenáctého století stává modelem nového ducha judaismu“. V Káhiře se Goldziher dokonce modlil jako muslim: „Uprostřed tisíců zbožných jsem třel čelem o podlahu mešity. Nikdy v životě jsem nebyl tak zbožný, opravdověji zbožný, než tento exaltovaný pátek.“
Navzdory své lásce k islámu zůstal Goldziher celý život věřícím Židem. Takové pouto k mojžíšské víře bylo v Evropě na konci 19. století u muže usilujícího o akademickou kariéru neobvyklé. Tato skutečnost je významná pro pochopení jeho díla. Vnímal islám jako někdo, kdo se odmítl asimilovat do současné evropské kultury. Ve skutečnosti navzdory své zálibě v islámu choval pramalou náklonnost, ne-li přímo pohrdání, k evropskému křesťanství. Kdyby ke křesťanství konvertoval, byl by snadno získal jmenování profesorem, ale on to odmítl.
V roce 1890 vydal spis Muhammedanische Studien, ve kterém ukázal, že hadis odráží spíše právní a doktrinální spory dvou století po Mohamedově , než vlastní slova samotného Mohameda. Pavně zastával názor, že islámské právo vděčí za svůj původ římskému právu, ale podle názoru Patricie Croneové jsou argumenty v této věci „neobvykle slabé“.
Goldziherovi byl až do 44 let odpírán učitelský post na budapešťské univerzitě. Zastupoval maďarskou vládu a Akademii věd na mnoha mezinárodních kongresech. Na stockholmském orientálním kongresu v roce 1889 obdržel velkou zlatou medaili. Stal se členem několika maďarských a dalších učených společností a byl jmenován tajemníkem židovské komunity v Budapešti. Dostal čestné doktoráty v Cambridgi (1904) a Aberdeenu (1906).